# Oraovec
Oraovec (mazedonisch Ораовец) ist ein Dorf im zentralen Teil Nordmazedoniens, das zur Gemeinde Veles gehört. Die nächstgelegene Stadt ist Veles.

## Geschichte

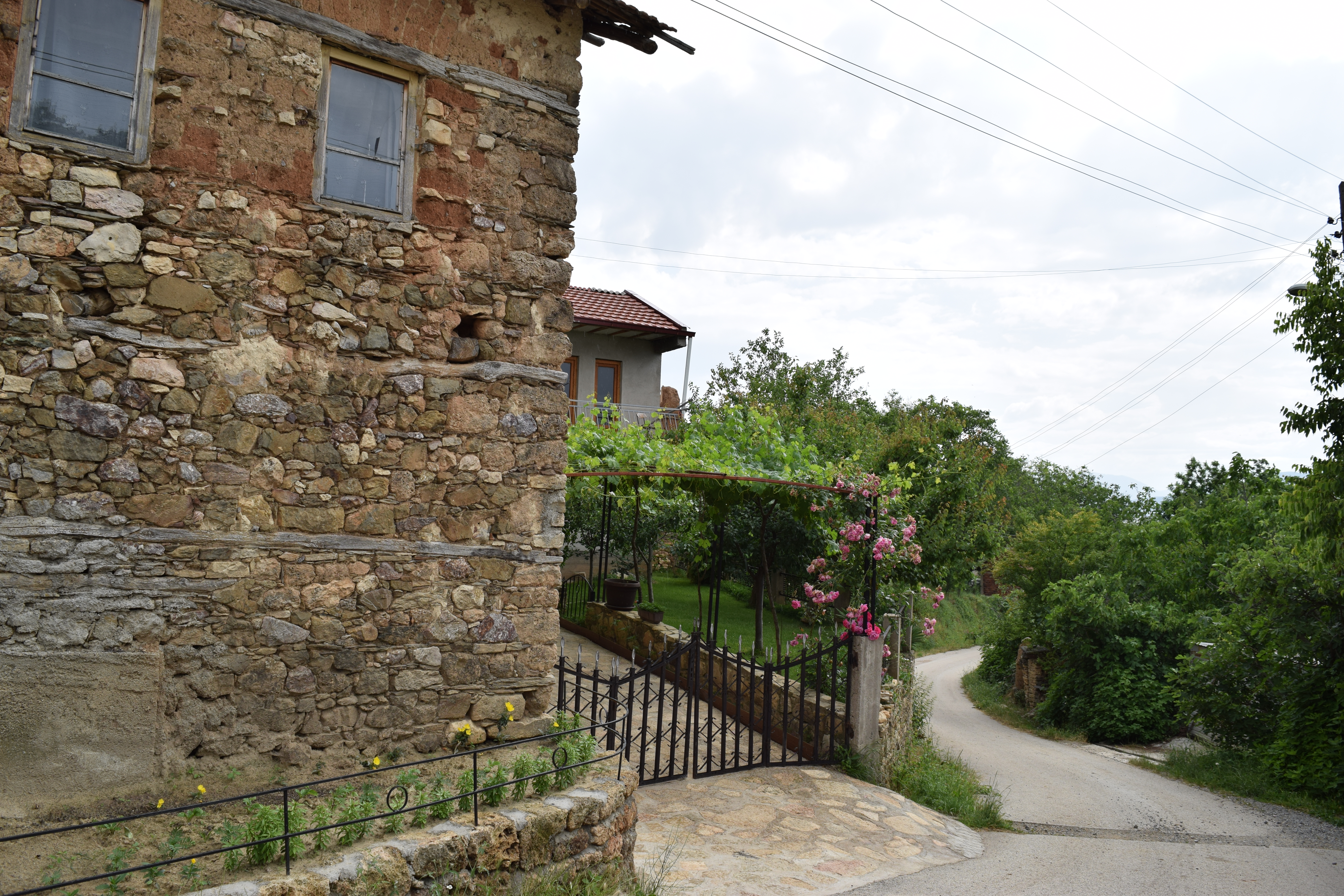
Oraovec

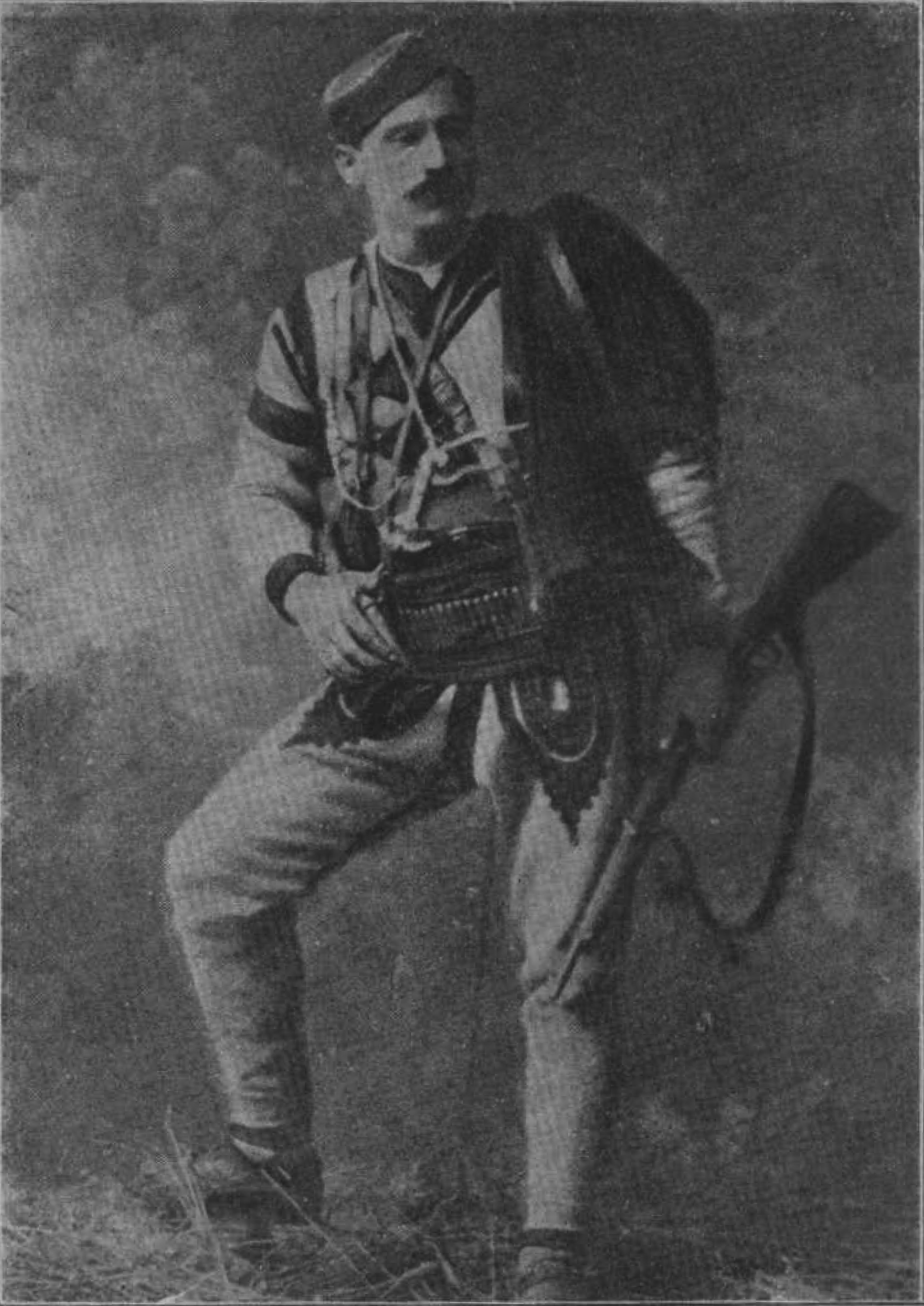
Der Revolutionär Iwan Naumow–Alabakot, geboren in Oraovec

Oraovec liegt etwa 14 Kilometer südlich von Veles und befindet sich im Babuna-Tal in der historischen Landschaft Klepa. Der Name des Dorfes leitet sich aus dem slawischen Wort für Walnuss (mazedonisch: Орев; transkribiert Orev) ab. Die im Jahr 1839 erbaute orthodoxe Kirche im Dorf Sveti Spas ist der Christi Himmelfahrt gewidmet. Im 19. Jahrhundert war Oraovec ein Dorf innerhalb der Kaza (Verwaltungseinheit) Veles des Osmanischen Reichs.
Seine Bewohner bekannten sich zu Beginn des 19. Jahrhunderts in einem Plebiszit zum bulgarischen Exarchat und waren Teil des bulgarischen Millets. In der französischsprachigen Statistik Ethnographie des Vilayets d’Andrinople, de Monastir et de Salonique zählte im Jahr 1873 Oraovec 75 Familien mit 262 Bulgaren und 42 Muslimen auf. Laut der Statistik des Ethnographen Wassil Kantschow zählte Oraovec Ende des 19. Jahrhunderts 620 Einwohner, welche sich allesamt als christliche Bulgaren deklarierten. Laut dem Metropolit Polikarp von Debar und Veles existierten 1904 in Oraovec sechs serbische Haushalte.
Nach den Statistiken des Sekretärs des Exarchats Dimitar Mischew (La Macedoine et sa Population Chrétienne) im Jahr 1905 lebten in Oraovec 696 bulgarische Exarchisten, welche eine bulgarische Grundschule im Dorf besaßen.
Im Zuge des Balkankrieges meldeten sich zehn Dorfbewohner freiwillig zur Makedonisch-Adrianopeler Landwehr, einem Freiwilligenverband der bulgarischen Armee. 1927 führte der deutsche Forscher Leonhard Schultze Oraovec auf seiner Karte Mazedoniens auf und ordnete es als ein bulgarisches-christliches Dorf ein.
Das Dorf ist in Nordmazedonien bekannt für die zahlreichen Revolutionäre, die dort geboren worden sind. Zu den bekanntesten zählen die IMARO-Revolutionäre Nikola Sografow (1869–1931), Iwan Naumow–Alabakot (1870–1907) und Milan Arsow (1884–1908). Letzterer gehörte der anarchistischen Gruppe der Gemidschii an und beteiligte sich bei den Attentaten von Thessaloniki 1903.
Laut der letzten Volkszählung von 2002 hatte Oraovec 19 Einwohner zu verzeichnen, allesamt Mazedonier.